# Langues ramarama
Les langues ramarama constituent un des groupes de la famille des langues tupi. Elles sont parlées au Brésil.

## Liste des langues ramarama
Les langues ramarama sont dans la classification de Rodrigues (2007) au nombre de trois:
- karo ou arara, urukú
- Ntogapíd ou itogapúk
- Urumí (en)

Gabas (2000) propose une interprétation différente de la composition interne de la famille. Selon lui, karo, ntogapíd et urumí ne forment qu'une seule langue. L'erreur vient de sources et de vocabulaires anciens relevés par des voyageurs ou des ethnologues. Les différences de transcription des parlers ont masqué la similitude. Une comparaison de ces sources montrent un fort pourcentage de termes similaires.

## Sources
- (en) Gabas, Nilson Jr., Genetic Relationship Among the Ramaráma Familiy of the Tupi Stock in van der Voort, Hein et Simon van de Kerke (Éditeurs), Indigenous Languages of Lowland South America, pp. 71-82, Indigenous Languages of Latin America 1, Leyde, CNWS, 2000  (ISBN 90-5789-044-5).
- (en) Rodrigues, Aryon, Tupi Languages in Rondônia and in Eastern Bolivia, Language Endangerment and Endangered Languages, Leo Wetzels (Éditeur), pp. 355-363, Indigenous Languages of Latin America 5, Leyde, CNWS Publications, 2007  (ISBN 978-90-5789-154-0).